# Alpha (planeta)
Alpha es un planeta ficticio creado por Isaac Asimov; orbita en torno a la mayor de las dos estrellas que componen el Sistema Alpha Centauri en el Sector Sirius.
En el libro Fundación, Alpha Centauri es mencionado por el canciller del Imperio Lord Dorwin como uno de los sistemas solares en donde se pudo haber originado la humanidad. Los otros eran la Tierra, Sirius, 61 Cygni y Arcturus. 
En el libro Fundación y Tierra Golan Trevize descubre Alpha cuando procura hallar la localización de la Tierra encontrando el centro de una "esfera óptima" creada con las coordenadas de los 50 Mundos Espaciales. El planeta está cubierto casi por completo por un océano, salvo una única isla con una superficie de 15.000 kilómetros cuadrados, es decir, más pequeña que Sicilia. Los habitantes de Alpha le llaman "Nueva Tierra" y en teoría llevan un estilo de vida sencillo, pero la descripción de su cultura no es del todo confiable, pues aunque parecen cálidos, en pacífica convivencia e igualitarios, esto podría haber sido un ardid para mantener calmados a los visitantes en tanto eran infectados con un virus. Se sabe que los hombres hacían largos viajes de pesca. 
Aparentemente, Alpha fue terraformado parcialmente por el Imperio Galáctico (una superficie de 250×65 km). Esto tiene una explicación histórica: según la información reunida por Janov Pelorat, el Imperio, bajo el emperador Kandar V, trabajaba en crear tierras en donde los últimos habitantes de la Tierra pudieran vivir. Luego los fondos y el interés fueron destinados a otros planes y Alpha fue dejada a su suerte por un milenio, con sólo un avanzado sistema de control climático y biotecnológico. 

## Estadística de la Estrella Alpha Centauri A
En la ficción de Asimov, éstas son sus características:
- Tipo espectral: G-2
- Diámetro: 1 400 000 km (870000 millas)
- Masa: 1,02 veces Términus
- Rotación: <30 días
- Traslación: 80 años
- Temperatura superficial: 6000 K (11000 °F)
- Número de planetas: 4
- Estrella más cercana: Beta, o 'la compañera' (Alpha Centauri B)